# (31716) Matoonder
1999 JJ57 (asteroide 31716) é um asteroide da cintura principal. Possui uma excentricidade de 0.15187460 e uma inclinação de 3.45715º.
Este asteroide foi descoberto no dia 10 de maio de 1999 por LINEAR em Socorro.